# مالبری (کارولینای شمالی)
مالبری (به انگلیسی: Mulberry) شهری در ایالت کشور ایالات متحده آمریکا است که جمعیت آن در سرشماری سال ۲۰۱۰ میلادی، ۲٬۳۳۲ نفر بوده‌است.